# Полосатый летучий скат
Полосатый летучий скат (лат. Aetomylaeus nichofii) — вид хрящевых рыб семейства орляковых скатов отряда хвостоколообразных надотряда скатов. Они обитают в тропических водах Индийского и северо-западной и западной части Тихого океана. Встречаются на глубине до 60 м. Максимальная зарегистрированная ширина диска 200 см. Грудные плавники этих скатов срастаются с головой, образуя ромбовидный диск, ширина которого превосходит длину. Характерная форма плоского рыла напоминает утиный нос. Тонкий хвост намного длиннее диска. Шипы на хвосте отсутствуют. Окраска дорсальной поверхности диска серого цвета со светлыми поперечными полосами.
Подобно прочим хвостоколообразным полосатые летучие скаты размножаются яйцеживорождением. Эмбрионы развиваются в утробе матери, питаясь желтком и гистотрофом. Не являются объектом целевого промысла, но в попадаются качестве прилова. Мясо используют в пищу.

## Таксономия и филогенез
Впервые вид был научно описан в 1801 году. Вид назван в честь Йохана Нёйхофа (ошибочное написание дат. nieuhofii) из Голландской Ост-Индской Компании (1618—1672), иллюстрация которого лежала в основании описания.

## Ареал и места обитания
Полосатые летучие скаты обитают в прибрежных водах восточной части Индийского океана и западной части Тихого океана у берегов Австралии (Северная Территория, Квинсленд, Западная Австралия), Бангладеш, Брунея, Камбоджи, Китая, Индии, Индонезии, Японии, Кореи, Малайзии, Мьянмы, Пакистана, Папуа — Новой Гвинеи, Сингапура, Шри-Ланки, Тайваня и Таиланда и Вьетнама. Единичные данные о присутствии этого вида у Мальдивских островов и юга Мозамбика могут свидетельствовать, о том, что они шире распространены в Индийском океане, чем это считалось ранее. Эти скаты встречаются на континентальном шельфе на глубине до 70 м. Иногда заходят в солоноватые воды.

## Описание
Грудные плавники этих скатов срастаются с головой, образуя ромбовидный плоский диск, ширина которого превышает длину, края плавников имеют форму заострённых («крыльев»). Характерная форма треугольного плоского рыла, образованного сросшимися передними краями грудных плавников, напоминает утиный нос. Голова широкая и удлинённая. Кнутовидный хвост намного длиннее диска. Позади глаз расположены брызгальца. На вентральной поверхности диска имеются 5 пар жаберных щелей, рот и ноздри. Дорсальная поверхность диска покрыта поперечными полосами. Максимальная зарегистрированная ширина диска 65 см.

## Биология
Подобно прочим хвостоколообразным полосатые летучие скаты относятся к яйцеживородящим рыбам. Эмбрионы развиваются в утробе матери, питаясь желтком и гистотрофом. В помёте до 4 новорождённых с диском шириной около 17 см. На пятнистых летучих скатах паразитируют моногенеи Empruthotrema dasyatidis и Myliocotyle multicrista и разные виды цестод.

## Взаимодействие с человеком
Ранее полосатые летучие скаты являлись основным объектом целевого лова летучих скатов. Мясо поступало на рынок, за исключением севера Австралии. В Юго-Восточной Азии их численность существенно снизилась с 1960-х годов, с началом активного промысла с помощью тралов. Вид страдает от перелова и ухудшения условий среды обитания (разрушение коралловых рифов). Международный союз охраны природы присвоил этому виду статус сохранности «Уязвимый».